# Herberg van Castilië
De Herberg van Castilië (Maltees: Il-Berġa ta' Kastilja) is een historisch gebouw in Valletta, de hoofdstad van Malta. Sinds 1972 is het gebouw in gebruik door de premier van Malta. Hij houdt er kantoor, en gebruikt het gebouw ook om te vergaderen met zijn ministerraad.

## Geschiedenis
Toen Valletta rond 1570 werd gebouwd als nieuwe hoofdstad van Malta, was er behoefte aan gebouwen die de ridders van de verschillende Langues zouden herbergen. In 1574 begon de Maltese architect Glormu Cassar aan de bouw van de Herberg van Castilië voor de Langue van Castilië, een van de machtigste Langues binnen de orde. Het gebouw werd flink uitgebreid in 1741 onder leiding van Andrea Belli.
Tijdens de bezetting van het eiland door Franse revolutionaire troepen gebruikten de Fransen het gebouw als hun hoofdkwartier en leed het gebouw veel schade. Toen de Britten het eiland veroverden op de Fransen werd het gebouw weer hersteld. Ook tijdens de Slag om Malta in de Tweede Wereldoorlog raakte het gebouw ernstig beschadigd.

## Wetenswaardigheden
- Op een speciaal uitgebrachte Maltese euromunt ter waarde van 10 euro uit 2008 stond de Herberg van Castilië afgebeeld.